# 天照皇御祖神社
天照皇御祖神社（あまてらすすめみおやじんじゃ）は、秋田県鹿角市八幡平にある神社。市指定無形民俗文化財である先祓舞、またユネスコ無形文化遺産、国重要無形民俗文化財である大日堂舞楽の一部、五大尊舞を奉納している。境内にある磨崖仏は中世のものでは北限のものとされており、県指定史跡である。

## 概要
古来より谷内観音堂と呼ばれ親しまれていた。二度火事により、正しい記録は燃えてしまって不明だが、境内にある板碑は少なくとも七百年以上前に作られたものであり、谷内観音同創建は、勿論それより古いものと推測される。
- 1564年（永禄7年）秋田近秀に谷内観音堂が戦で焼かれる。
- 1574年（天正2年）天照皇御祖神として再建される。
- 1659年（万治2年）再建される。
- 1785年（天明5年）再建される。
- 1873年（明治6年）村社に指定される。

## 祭神
- 天照大御神（あまてらすおおみかみ）
- 須佐之男命（すさのおのみこと）
- 保食命（うけもちのみこと）
- 誉田別命（ほんだわけのみこと）

## 大祭

### 先祓舞
8月15日 - 16日に行われる。天照皇御祖神社から御神輿に御神体を乗せ同じく鹿角市八幡平にある八坂神社へ移動し、そこで例祭を執り行うという特殊な形をとっている。子供たちによる舞が御神輿を先導して地域を祓い歩く。市指定無形民俗文化財に指定されている。

### 五大尊舞
12月26日に正式奉納される。ユネスコ無形文化遺産、国重要無形民俗文化財である。『だんぶり長者伝説』の主人公である、だんぶり長者の舞である。

## 境内の磨崖仏、板碑
磨崖仏は境内の東側にあり、弥陀三尊が刻まれている。製作年代は鎌倉時代末期と推定されている。中央に阿弥陀三尊 左にサ観音菩薩 右にサク 勢至菩薩 と刻まれている。中世のものでは北限のものとされており、県指定史跡である。
板碑は、3基に紀年銘があり、鎌倉時代末期のものである。それぞれの板碑には、種子、銘文あるいは経文の一部が刻まれ、板碑としては形式の整ったものである。正和2年(1313)銘板碑は、石材及び形状が武蔵国のものに似ており、関東御家人である成田・安保・奈良・秋元の四氏が鹿角地方に地頭として入部したことと関連があるものと考えられる。

## 鹿角八坂神社
八坂神社（やさかじんじゃ）、あるいは地名を冠して鹿角八坂神社（かづのやさかじんじゃ）とは、天照皇御祖神社のやや北方にある飛地境内神社であり、例大祭の先祓舞における御旅所。
八坂神社ではあるが、稲荷神社なども合祀されている。
小さな社ではあるが、縁結び等の神社として人気があり、御守・御朱印の配布や、各種の祈祷も行なっている。